# Lissocreagris pluto
Lissocreagris pluto är en spindeldjursart som först beskrevs av Chamberlin 1962.  Lissocreagris pluto ingår i släktet Lissocreagris och familjen helplåtklokrypare. Inga underarter finns listade i Catalogue of Life.